# Lahcen Abrami
Pour les articles homonymes, voir Abrami.
Lahcen Abrami (en arabe : لحسن أبرامي) est un footballeur marocain né le 31 décembre 1969 à Casablanca (Maroc). Il a joué comme défenseur. Il a été formé au Wydad AC.

## Biographie

### Club
Lahcen Abrami commence à pratiquer le football à l'âge de huit ans. Originaire de Casablanca et plus précisément du quartier de Maârif, il joue, de son propre aveu, "sans cesse" avec ses amis et son frère jumeau El Hussein sur les différents terrains que compte la ville. Il intègre, en 1986, le grand Wydad Athletic Club. Dans les rangs de ce dernier club, il progresse petit à petit jusqu'à atteindre l'équipe première, et c'est justement lors du derby casablancais qu'il fait ses débuts professionnels, en 1989. Décrit comme un joueur polyvalent, puissant en défense et dynamique en attaque, rapide et technique, il fait partie de l'équipe du Wydad avec qui dès sa 1re saison il réussit à gagner le triplé : la Coupe du Maroc, la Coupe Arabe des Clubs Champions et la Botola Pro1 surtout, ainsi le doublé en 1992, la Ligue des champions de la CAF et la Supercoupe arabe, et la Coupe Afro-Asiatique des Clubs l'année suivante.
En 1998, Abrami est transféré à Gençlerbirliği, en Turquie. Il y reste deux saisons et dispute au total 39 matchs de championnat, pour trois buts. Puis, à partir de 2000, il reprend le chemin du Wydad. Au cours de son deuxième passage dans le club, il remporte son deuxième titre continental, à savoir l'édition 2002 de la Coupe d'Afrique des vainqueurs de coupe. En tant que capitaine, c'est lui qui soulève le trophée après la victoire sur le club ghanéen d'Asante Kotoko.
Au milieu de la saison 2003/2004, il rejoint Al-Khor, au Qatar. Il y reste quatre mois et évolue la saison suivante à Al-Wakrah, dans le même pays. Au terme de la saison 2004/2005, il retrouve le Maroc, où l'Ittihad de Tanger s'attache ses services. C'est dans le club de la ville du détroit qu'il raccroche ses crampons en 2007.

### En sélection
Abrami débute en sélection olympique en 1989. Dans ses rangs, il dispute les Jeux méditerranéens de 1991 puis, l'année suivante, les Jeux olympiques d'été. Entretemps, il fait ses débuts en sélection A le 28 juillet 1991 face à la Côte d'Ivoire, pour un match comptant pour les éliminatoires de la Coupe d'Afrique des nations de 1992. Il est également présent lors de la phase finale, où le Maroc est éliminé au premier tour. Ignoré par le sélectionneur Abdellah Blinda, qui ne l'emmène pas à la Coupe du monde de 1994 en raison de "sérieux problèmes" entre les deux hommes, ce n'est qu'en 1998 qu'il joue pour la première fois la reine des compétitions footballistiques. Le sélectionneur marocain Henri Michel l'aligne lors des deux derniers matchs du Maroc face au Brésil et à l'Écosse. Abrami dispute également les Coupe d'Afrique des nations de 1998 et de 2000.

1. 28/07/1991 Côte d’Ivoire - Maroc Abidjan 2 - 0 Elim. CAN 1992
2. 04/12/1991 Maroc - Mali Casablanca 3 - 0 Amical
3. 26/12/1991 Maroc - Algérie Casablanca 1 - 1 Amical
4. 25/10/1992 Bénin - Maroc Cotonou 0 - 1 Elim. CM 1994
5. 08/11/1992 Casablanca Maroc - Egypte 0 - 0 Elim. CAN 1994
6. 20/12/1992 Tunisie - Maroc Tunis 1 - 1 Elim. CM 1994
7. 17/01/1993 Ethiopie - Maroc Addis Abeba 0 - 1 Elim. CM 1994
8. 31/01/1993 Maroc - Bénin Casablanca 5 - 0 Elim. CM 1994 / 1 but
9. 28/02/1993 Maroc – Tunisie Casablanca 0 - 0 Elim. CM 1994
10. 11/04/1993 Maroc - Malawi 0 - 1 Elim. CAN 1994
11. 18/04/1993 Maroc - Sénégal Casablanca 1 - 0 Elim. CM 1994
12. 04/07/1993 Zambie - Maroc Lusaka 2 - 1 Elim. CM 1994
13. 01/10/1993 Gabon - Maroc France 0 - 1 Amical
14. 10/10/1993 Maroc - Zambie Casablanca 1 - 0 Elim. CM 1994
15. 23/03/1994 Luxembourg - Maroc Luxembourg 1 - 2 Amical
16. 04/09/1994 Burkina - Maroc Ouagadougou 2 - 1 Elim. CAN 1996
17. 07/11/1994 Maroc - Cameroun Casablanca 1 - 1 Amical
18. 13/11/1994 Maroc – Côte d’ivoire Casablanca 1 - 0 Elim. CAN 1996
19. 04/06/1995 Côte d’ivoire - Maroc Abidjan 2 - 0 Elim. CAN 1996
20. 29/08/1996 Maroc - Zaire Settat 7 - 0 Amical / 1 but
21. 09/11/1996 Maroc – Sierra Leone Rabat 4 - 0 Elim. CM 1998
22. 11/12/1996 Maroc - Croatie Casablanca 2 - 2 (6 - 7) Coupe Hassan II
23. 12/12/1996 Maroc - Nigeria Casablanca 2 - 0 Coupe Hassan II
24. 22/02/1997 Sénégal - Maroc Dakar 0 - 0 Elim. CAN 1998
25. 26/04/1997 Sierra Leone - Maroc Freetown 0 - 1 Elim. CM 1998
26. 09/10/1997 Brésil - Maroc Belem 2 - 0 Amical
27. 26/11/1997 Maroc - Togo Rabat 3 - 0 Amical / 1 but
28. 05/02/1998 Maroc - Niger Marrakech 3 - 0 Amical
29. 13/02/1998 Mozambique - Maroc Bobo Dioulassou 0 - 3 CAN 1998
30. 17/02/1998 Egypte - Maroc Ouagadougou 0 - 1 CAN 1998
31. 22/02/1998 Afrique du sud - Maroc Ouagadougou 2 - 1 ¼ de finale CAN 1998
32. 29/05/1998 Maroc - France Casablanca 2 - 2 (6 - 5) Coupe Hassan II
33. 16/06/1998 Brésil - Maroc Nantes 3 - 0 C.M 1998
34. 23/06/1998 Ecosse - Maroc St-Etienne 0 - 3 C.M 1998
35. 02/09/1998 Maroc - Sénégal Tanger 2 - 0 Amical
36. 03/10/1998 Maroc - Sierra Leone Casablanca 3 - 0 Elim. CAN 2000
37. 23/12/1998 Maroc - Bulgarie  Agadir 4 - 1 Amical
38. 20/01/1999 France - Maroc Marseille 1 - 0 Amical
39. 28/02/1999 Togo - Maroc Lomé 2 - 3 Elim. CAN 2000
40. 28/04/1999 Pays Bas - Maroc Arnhem 1 - 2 Amical
41. 05/06/1999 Maroc - Guinée Rabat 1 - 0 Elim. CAN 2000
42. 07/09/1999 Belgique - Maroc Liège 4 - 0 Amical
43. 17/11/1999 Maroc - USA Marrakech 2 - 1 Amical
44. 22/12/1999 Maroc - Sénégal Agadir 0 - 0 Amical
45. 18/01/2000 Maroc - Trinité  El Jadida 1 - 0 Amical
46. 03/02/2000 Nigeria - Maroc Lagos 2 - 0 CAN 2000
47. 04/06/2000 Maroc - Jamaique Casablanca 1 - 0 Coupe Hassan II
48. 06/06/2000 Maroc - France Casablanca 1 - 5 Finale Coupe Hassan II
49. 17/06/2000 Namibie - Maroc Windhoek 0 - 0 Elim. CM 2002
50. 02/09/2000 Gabon - Maroc Libreville 2 - 0 Elim. CAN 2002
51. 22/11/2000 Maroc - Libye Casablanca 0 - 0 Amical
52. 08/02/2001 Corée du sud - Maroc Dubai 1 - 1 Tournoi EAU

## Palmarès
- Championnat du Maroc (3)
  - Champion : 1990, 1991, 1993
  - Vice-champion : 1994, 1997, 2000, 2002

- Coupe du Maroc (4)
  - Vainqueur : 1989, 1994, 1997, 2001
  - Finaliste : 2003, 2004

- Supercoupe du Maroc (2)
  - Vainqueur : 1997, 2001

- Ligue des champions de la CAF (1)
  - Vainqueur : 1992

- CAF Coupe des Coupes (1)
  - Vainqueur : 2002

- Coupe Afro-Asiatique (1)
  - Vainqueur : 1993

- UAFA Ligue des Champions (1)
  - Vainqueur : 1989

- UAFA Super Coupe (1)
  - Vainqueur : 1992

- Supercoupe de la CAF
  - Finaliste : 1993, 2003

- Coupe de la CAF
  - Finaliste : 1999

## Carrière
- 1989-1998 :  Wydad Athletic Club
- 1998-2000 :  Gençlerbirliği Spor Kulübü
- 2000-2003 :  Wydad Athletic Club
- 2003-2004 :  Al-Wakrah Sports Club
- 2004-2005 :  Wydad Athletic Club
- 2005-2007 :  Ittihad Riadi de Tanger

## Carrière d'entraîneur
Après un passage à la tête de l'équipe des espoirs du Wydad, où il permet de révéler Badr Gaddarine et Achraf Dari, Abrami est désigné, en septembre 2013, entraîneur de l'Amal de Tiznit, en Championnat du Maroc de D3. Le club le choisit aux dépens, notamment, de Mustapha Khalif et de Mbark Tifouri. Abrami signe un contrat d'un an renouvelable et se voit assigner l'objectif de faire monter l'équipe en D2.
Le 2 décembre 2014, il est désigné entraîneur de la Renaissance de Zemamra. Il dirige sa première séance le 4 décembre.
Il revient plus tard à l'Amal de Tiznit, où il échoue de peu à atteindre l'objectif de la montée en D2 ; ce qui le pousse à rendre son tablier le 5 mai 2016. Mais en octobre 2016, il est de nouveau entraîneur de l'équipe en remplacement d'Ali Idoufkir.
Abrami poursuit sa carrière au Chabab de M'rirt, qu'il parvient à redresser alors qu'à son arrivée le club ne compte que sept points. L'équipe termine sixième du championnat, avec 43 points, grâce notamment aux recrutements effectués, mais il ne parvient pas à s'entendre avec la direction sur une prolongation de contrat.
Alors qu'on l'annonce au club de Sohar, en D2 omanaise, Abrami signe le 29 novembre 2018 un contrat de deux ans avec le Chabab de Houara. Le club végète alors à la dixième place, avec trois victoires, deux nuls et cinq défaites. Avec lui, le club réalise un bilan de sept victoires, cinq nuls et huit défaites, c'est-à-dire 26 points au total, ce qui ne permet pas au club de remonter au classement, mais la direction, satisfaite de ses services, souhaite le voir poursuivre l'aventure. Abrami préfère toutefois prendre en main le Tihad de Casablanca, avec lequel il se met d'accord dès le mois d'avril 2019, avant même la fin de la saison. Il fixe les détails de son contract et des recrutements à effectuer avec le président Abderrazak Manfalouti et succède officiellement à Samir Ouahid à la tête du club casablancais en juin 2019.